# 史迪維·禾·比根
史帝夫·馮·貝爾根（英語：Steve von Bergen，1983年6月10日—），是一名瑞士足球运动员，司职後衛，目前效力瑞士足球超級聯賽球队伯尔尼年轻人，他效力過蘇黎世兩個賽季，兩次贏得瑞士超級聯賽。

## 連結
- Profile at HerthaBSC.de
- Career stats at Fussballdaten.de（页面存档备份，存于）
- Profile at Transfermarkt.de
- Profile at ESPNsoccernet Archive.today的存檔，存档日期2012-12-08
- Profile at Sky Sports（页面存档备份，存于）